# Anochetus conisquamis
Anochetus conisquamis  (лат.) — ископаемый вид муравьёв (Formicidae) рода Anochetus из подсемейства Ponerinae. Доминиканский янтарь, Центральная Америка, миоцен, возраст находки 16—19 млн лет.

## Описание
Длина тела 5,48 мм, длина головы 1,08 мм, длина мандибул 0,84 мм. Основная окраска коричневая до чёрной, тазики и вертлуги желтовато-красноватые. Мандибулы короткие (на одну четверть короче длины головы) и несут до 10 зубцов на жевательном крае и три вершинных длинных зубца. Диаметр глаз равен максимальной ширине жвал. Пронотум выпуклый. Длина груди равна суммарной длине головы с мандибулами. Проподеальные шипики короткие (0,04 мм). Петиоль конической формы с одним дорзальным шипиком.
Вид был впервые описан в 1994 году швейцарским мирмекологом Марией Де Андраде (Maria L. De Andrade , Базельский университет, Швейцария) вместе с другими ископаемыми муравьями, такими как A. ambiguus, A. exstinctus, A. dubius, A. intermedius, A. lucidus. Видовое название conisquamis в переводе с латинского означает «коническая чешуйка» по специфической форме петиоля. Вид включён в видовую группу Anochetus cato Species Group, в которой близок к современному виду Anochetus cato из Новой Гвинеи.